# Aboncourt-sur-Seille
Aboncourt-sur-Seille é uma comuna francesa na região administrativa de Grande Leste, no departamento de Mosela. Estende-se por uma área de 3,63 km². Em 2010 a comuna tinha 72 habitantes (densidade: 19,8 hab./km²).